# 尼泊尔繁缕
尼泊尔繁缕（学名：Stellaria nepalensis）为石竹科繁缕属的植物。分布在印度、不丹、尼泊尔以及中国大陆的西藏等地，生长于海拔2,500米至3,050米的地区，多生在冷杉林下和针阔叶混交林缘，目前尚未由人工引种栽培。
其种加词“nepalensis”意为“尼泊尔的”。